# Deraeocorinae
Deraeocorinés
Sous-famille
Les Deraeocorinés, ou Deraeocorinae, sont une sous-famille d'insectes hétéroptères, de la famille des Miridae. Elle compte environ 120 genres et 800 espèces.

## Cycle de vie

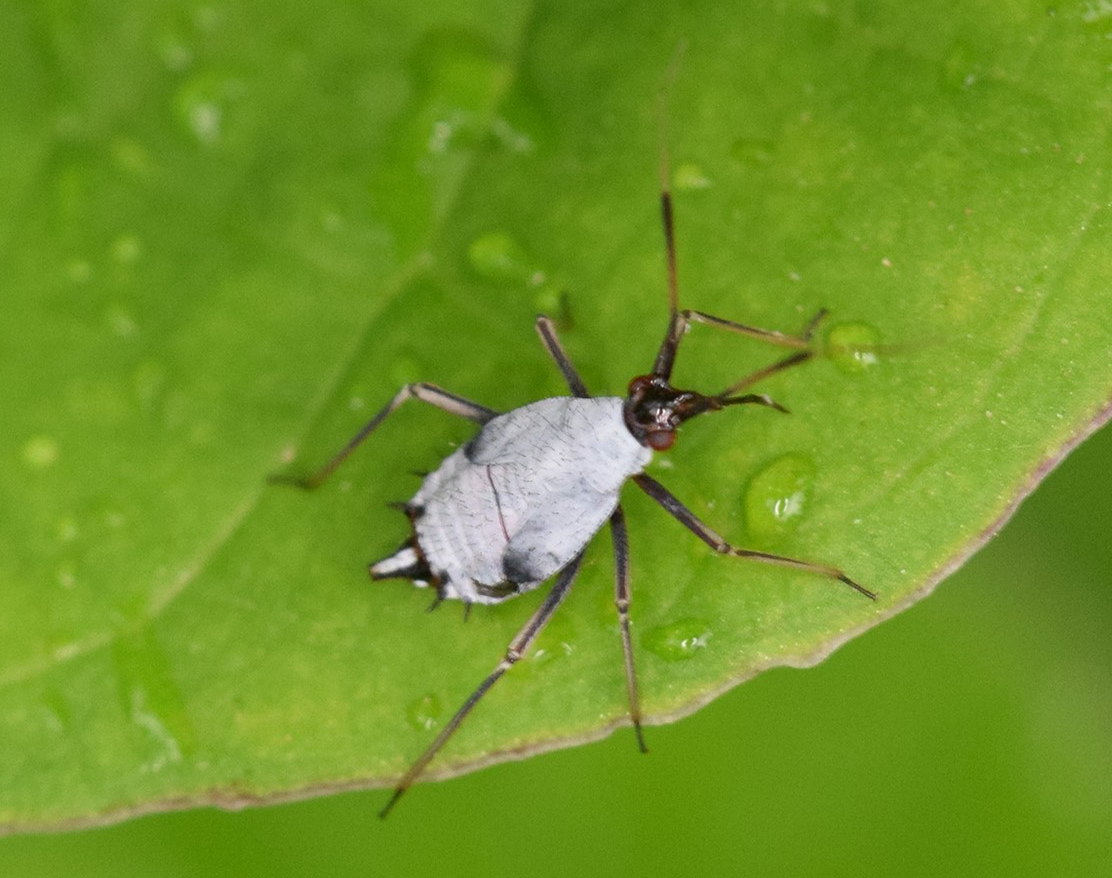
Nymphe de Deraeocoris ater ressemblant à un puceron.

Les formes juvéniles de certaines espèces sont mimétiques de leur proie. Les nymphes du genre Fingulus ressemblent aux thrips dont ils se nourrissent. Chez Deraeocoris ater, les nymphes sont mimétiques de leurs proies, les pucerons, contrairement aux adultes qui se nourrissent sur une plus grande variété de proies.

## Alimentation
Les Deraeocorinae sont des prédateurs stricts. Ils se nourrissent sur une grande variété de petits arthropodes comme les pucerons, aphids, les thrips, les Tingidae ou des larves de papillons de nuit. Certaines espèces, notamment Deraeocoris nebulosus, Deraeocoris lutescens et Stethoconus japonicus, sont utilisées comme agent de lutte biologique.

## Systématique
La sous-famille des Deraeocorinae a été décrite par les entomologistes anglais John William Douglas et John Scott en 1865. Elle comprend 6 tribus. 
Des fossiles remontant jusqu'au Priabonien (Éocène, -38 à -34 millions d'années) ont été retrouvés dans de l'ambre à Kalinigrad et en République Dominicaine, et des dépôts lacustres au Colorado. 

### Liste des tribus
Selon Kim, Cassis et Jung, 2023 :
- tribu Clivinematini Reuter, 1876 ou Clivinemini Carvalho, 1957
- tribu Deraeocorini Douglas & Scott, 1865 - avec le genre Deraeocoris
- tribu Hyaliodini Carvalho & Drake, 1943
- tribu Saturniomirini Carvalho, 1952
- tribu Surinamellini Carvalho & Rosas, 1962
- tribu Termatophylini Reuter, 1884

### Liste des genres
Selon BioLib (21 mai 2022) :
- tribu Clivinematini Reuter, 1876
  - genre Adlargidea Schaffner, 1980
  - genre Admetus Distant, 1883
  - genre Ambracius Stål, 1860
  - genre Bothynotus Fieber, 1864
  - genre Clivinema Reuter, 1876
  - genre Clivinemidea Carvalho & Gomes, 1970
  - genre Dominicanocoris Ferreira, 1996
  - genre Guanabarea Carvalho, 1948
  - genre Largidea Van Duzee, 1912
  - genre Megamiris Hsiao, 1947
  - genre Ofellus Distant, 1883
- tribu Deraeocorini Douglas & Scott, 1865
  - genre Acutifromiris Hernandez & Stonedahl, 1999
  - genre Agastictus Bergroth, 1922
  - genre Alloeotomus Fieber, 1858
  - genre Angerianus Distant, 1904
  - genre Anolaimus Carvalho, 1990
  - genre Apoderaeocoris Nakatani, Yasunaga & Takai, 2007
  - genre Araspus Distant, 1904
  - genre Cimicicapsus Poppius, 1915
  - genre Cimidaeorus Hsiao & Ren, 1983
  - genre Cranocapsus Wagner, 1954
  - genre Deraeocapsus Knight, 1921
  - genre Deraeocoris Kirschbaum, 1856
  - genre Diplozona Van Duzee, 1915
  - genre Dortus Distant, 1910
  - genre Eurybrochis Kirkaldy, 1902
  - genre Eurychilopterella Reuter, 1909
  - genre Fingulus Distant, 1904
  - genre Garainamiris Carvalho, 1981
  - genre Gressitticoris Carvalho, 1985
  - genre Idiomiris China, 1963
  - genre Iguazucoris Carvalho & Carpintero, 1985
  - genre Juinacoris Carvalho & Costa, 1989
  - genre Kalamemiris Hosseini & Cassis, 2017
  - genre Karimuicoris Carvalho, 1985
  - genre Karubacoris Carvalho, 1985
  - genre Klopicoris Van Duzee, 1915
  - genre Lundiella Carvalho, 1951
  - genre Morobemiris Carvalho, 1985
  - genre Papuacoris Carvalho, 1985
  - genre Paranix Hsiao & Ren, 1983
  - genre Platycapsus Reuter, 1904
  - genre Poecilomiris Eyles, 2006
  - genre Posantias Carvalho, 1989
  - genre Pseudocamptobrochis Poppius, 1911
  - genre Reuda White, 1878
  - genre Romna Kirkaldy, 1906
  - genre Rotundomiris Carvalho, 1981
  - genre Strobilocapsus Bliven, 1956
  - genre Termatomiris Ghauri, 1975
  - genre Valdesiana Carpintero & Dellapé, 2008
  - genre Yebonia Carvalho, 1951
- tribu Hyaliodini Carvalho & Drake, 1943
  - genre Annona Distant, 1884
  - genre Antias Distant, 1884
  - genre Fennahiella Carvalho, 1955
  - genre Hyaliodes Reuter, 1876
  - genre Hyaliodocoris Knight, 1943
  - genre Knightonia Carvalho & Drake, 1944
  - genre Linnavuorista Akingbohungbe, 1979
  - genre Lyde Distant, 1891
  - genre Obudua Linnavuori, 1974
  - genre Paracarniella Henry & Ferreira, 2003
  - genre Paracarnus Distant, 1884
  - genre Philicoris Menard & Siler, 2018
  - genre Piestotomus Bergroth, 1922
  - genre Pseudocarnus Distant, 1884
  - genre Stethoconus Flor, 1861
- tribu Saturniomirini Carvalho, 1952
  - genre Cheesmaniella Carvalho, 1984
  - genre Imogen Kirkaldy, 1905
  - genre Saturniomiris Kirkaldy, 1902
  - genre Synthlipsis Kirkaldy, 1908
  - genre Trilaccus Horváth, 1902
- tribu Surinamellini Carvalho & Rosas, 1962
  - genre Apilophorus Hsiao & Ren, 1983
  - genre Eustictus Reuter, 1909
  - genre Glossopeltis Reuter, 1903
  - genre Krainacoris Carvalho & Wallerstein, 1975
  - genre Nicostratus Distant, 1904
  - genre Opistocyclus Poppius, 1914
- tribu Termatophylini Reuter, 1884
  - genre Argyrotelaenus Reuter & Poppius, 1912
  - genre Conocephalocoris Knight, 1927
  - genre Democoris Cassis, 1995
  - genre Hesperophylum Reuter & Poppius, 1912
  - genre Kundakimuka Cassis, 1995
  - genre Maoriphylina Cassis & Eyles, 2006
  - genre Termatophylum Reuter, 1884
- genre Aterpocoris Carvalho & Becker, 1957
- genre Cephalomiroides Hernández & Stonedahl, 1999
- genre Eurychilopteroides Stonedahl, 1997
- genre Lestoniella Carvalho & Becker, 1957
- genre Scutellograndis Hernández & Stonedahl, 1999